# Хуан Хосе Ферраро
Хуан Хосе Ферраро (ісп. Juan Ferraro, 5 вересня 1923, Буенос-Айрес — 18 листопада 1973, Буенос-Айрес) — аргентинський футболіст, що грав на позиції нападника за клуби «Велес Сарсфілд», «Бока Хуніорс» та «Індепендьєнте» (Санта-Фе), а також за національну збірну Аргентини, у складі якої — чемпіон Південної Америки 1945 року.

## Клубна кар'єра
Народився 5 вересня 1923 року в місті Буенос-Айрес. Вихованець футбольної школи клубу «Велес Сарсфілд». Дорослу футбольну кар'єру розпочав 1941 року в основній команді того ж клубу, в якій провів шість сезонів, взявши участь у 188 матчах чемпіонату і маючи середню результативність на рівні 0,66 гола за гру першості.
1949 року перейшов до лав «Бока Хуніорс». Провів у цій команді чотири сезони, також досить регулярно відзначаючись забиитими голами, після чого повернувся до «Велес Сарсфілд». Присвятив рідній команді ще п'ять років кар'єри.
Завершував виступи на футбольному полі в колумбійському «Індепендьєнте» (Санта-Фе), в якому провів один сезон 1958 року, в якому відзначився 19-ма голами у 32 матчах чемпіонату і допоміг команді здобути чемпіонський титул.

## Виступи за збірну
1945 року провів сім матчів за національну збірної Аргентини. Зокрема був учасником переможного для команди тогорічного чемпіонату Південної Америки в Чилі. На континентальній першості тричі виходив на заміну. У грі проти збірної Колумбії 7 лютого 1945 року вийшов на поле на 77-ій хвилині гри за рахунку 7:1 на користь аргентинців і сповна скористався наданим йому ігровим часом, відзначившись голами на 80-ій і 81-ій хвилинах і встановивши остаточний рахунок матчу (9:1).
Згодом довгий час до лав національної команди не залучався, свою останню, восьму гру у її футболці провів лиже 1956 року.
Помер 18 листопада 1973 року на 51-му році життя в Буенос-Айресі.

## Титули і досягнення
- Переможець чемпіонату Південної Америки (1):

Аргентина: 1945
- Чемпіон Колумбії (1):

«Санта-Фе»:1958